# Van Morrison
George Ivan Morrison (Belfast, Irlanda del Norte, Reino Unido, 31 de agosto de 1945), más conocido como Van Morrison, es un cantante, compositor y músico británico, considerado como uno de los músicos más influyentes de su generación.
Su música se caracteriza por una fusión de numerosos géneros musicales como el R&B, el jazz, el blues y la música tradicional irlandesa, entre otros, así como por un amplio y cambiante rango vocal que le ha valido el sobrenombre de «The Belfast Lion» («El león de Belfast»). Al respecto, el periodista Greil Marcus destacó que «ningún hombre blanco canta como Van Morrison».
Morrison comenzó su carrera musical a finales de la década de 1950 como saxofonista de The Monarchs antes de formar el grupo Them, con quien grabó composiciones propias como «Gloria», un tema popularizado en versiones de The Shadows Of The Night, The Doors y Patti Smith. Los constantes cambios en la formación del grupo, además de sucesivos problemas internos, llevaron a la salida de Morrison en 1966, que emprendió una emergente carrera en solitario con su debut Blowin' Your Mind! (1967). Un año después, firmó un contrato con Warner Bros. Records, con quien publicó trabajos como Astral Weeks (1968) y Moondance (1970), destacados por la prensa musical como dos de los mejores discos del siglo XX.
Desde entonces, Morrison ha desarrollado una dilatada carrera musical que abarca cuatro décadas, más de treinta discos de estudio y canciones representativas de su catálogo musical como «Wild Night», «Jackie Wilson Said (I'm in Heaven When You Smile)» y «Domino», entre otras, estructuradas en torno a las convenciones del soul y el R&B. Otra parte de su catálogo, representada por canciones como «Someone like You», «Have I Told You Lately» y «Days Like This», además de álbumes como Veedon Fleece (1974) y Common One (1980), reflejan una temática más espiritual e introspectiva, a través del monólogo interior, con la influencia musical del jazz y la tradición irlandesa. Ambas partes son denominadas en su conjunto como celtic soul. Además de su trabajo en solitario, ha colaborado con músicos como Georgie Fame, The Chieftains, Lonnie Donegan y Chris Barber, entre otros.
Su trabajo ha recibido gran reconocimiento de la industria musical, con seis premios Grammy y un premio Brit, así como por su inclusión en el Salón de la Fama del Rock and Roll en 1993, en el Salón de la Fama Musical de Irlanda en 1999 y en el Salón de la Fama de los Compositores en 2003. También recibió la Orden del Imperio Británico y la Orden de las Artes y las Letras, ambos en 1996, así como varios doctorados honoris causa por la Universidad del Úlster (1992) y la Universidad Queen’s de Belfast (2001). Además, ha influido a un elevado número de músicos contemporáneos. Al respecto, la revista Rolling Stone aseguró que «su influencia entre los compositores de rock es inigualable a la de cualquier otro artista salvo por la de otra leyenda, Bob Dylan. Los ecos de su ronca y emotiva voz pueden escucharse en iconos de los últimos días desde Bruce Springsteen a Elvis Costello».
Morrison contrajo matrimonio en dos ocasiones: en 1967 con Janet Planet, con quien tuvo una hija, Shana Morrison, y en 1995 con la actriz Michelle Rocca, con quien tuvo dos hijos.

## Biografía

### Infancia y raíces musicales (1945-1963)

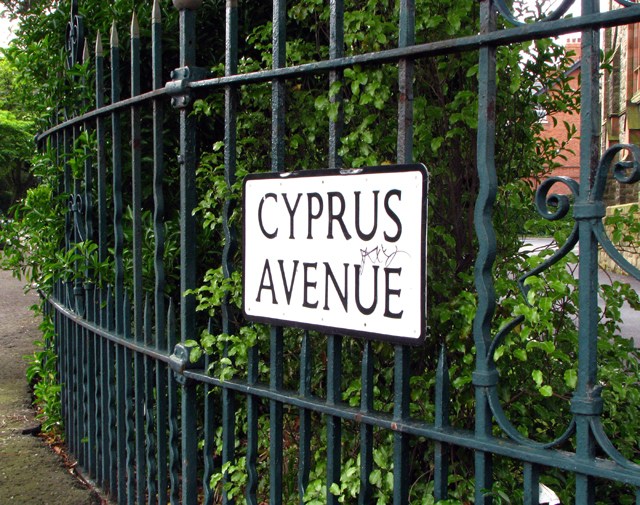
Cyprus Avenue, lugar de la infancia de Morrison que recreó en una canción homónima.

George Ivan (Van) Morrison nació el 31 de agosto de 1945 en el 125 de Hynford Street, Belfast, (Irlanda del Norte) Reino Unido, como hijo único de George Morrison, electricista de astillero naval, y Violet Stitt Morrison, cantante durante su juventud. Las raíces familiares de Morrison proceden de escoceses del Úlster que se asentaron en Belfast. Entre 1950 y 1956, Morrison, que comenzó a ser conocido como «Van», acudió a la Elmgrove Primary School. Debido al contacto con transportes procedentes de los Estados Unidos, su padre tenía una de las mayores colecciones de discos del Úlster, adquirida durante su estancia en Detroit a principios de la década de 1950, por lo que Van creció escuchando a artistas como Jelly Roll Morton, Ray Charles, Lead Belly y Solomon Burke. Al respecto, Morrison comentó: «Si no hubiese sido por tipos como Ray y Solomon, no estaría donde estoy ahora. Aquellos tíos fueron la inspiración que me llevaron aquí. Si no hubiese sido por ese tipo de música, no podría hacer lo que estoy haciendo ahora». La colección de discos de su padre le expuso a varios géneros musicales como el blues de Muddy Waters, el góspel de Mahalia Jackson, el jazz de Charlie Parker, el folk de Woody Guthrie y el country de Hank Williams y Jimmie Rodgers. Cuando Lonnie Donegan obtuvo éxito con «Rock Island Line», compuesta por Lead Belly, Morrison sintió que estaba familiarizado con el skiffle.
El padre de Van, tomando nota del interés de su hijo por la música, le compró la primera guitarra acústica cuando tenía once años, y aprendió a tocar acordes rudimentarios del libro The Carter Family Style, publicado por Alan Lomax. Un año después, Morrison formó su primera banda, The Sputniks, bautizada por el satélite soviético Sputnik 1. En 1958, el grupo tocó en varios cines locales, y Morrison tomó el liderazgo de la banda contribuyendo a la mayoría de los arreglos y las voces. The Sputniks fue seguido por otros grupos de corta duración: con catorce años, formó Midnight Special, otra banda de skiffle, con quien llegó a tocar en un concierto en la escuela. Posteriormente, cuando escuchó a Jimmy Giuffre tocar el saxofón en «The Train and The River», convenció a su padre para que le comprase uno y recibió lecciones de saxofón tenor. Van Morrison tomó lecciones de saxofón y lectura musical del músico de jazz George Cassidy, a quien Morrison consideraba una "gran inspiración", y se hicieron amigos; también creció con él en Hyndford Street, quien vivía en el número 49. Como saxofonista, Morrison se unió a varias bandas locales, incluyendo Deanie Sands and the Javelins, con quien también tocó la guitarra y cantó. El grupo, integrado por el vocalista Deanie Sands, el guitarrista George Jones y el batería Roy Kane, fue posteriormente conocido como The Monarchs.
Morrison acudió también a la Orangefield High School, que abandonó en julio de 1960 sin ningún tipo de graduación. Como miembro de la clase obrera, su familia esperó que consiguiera un trabajo a tiempo completo, por lo que después de estar de aprendiz en varios sitios, obtuvo un trabajo como limpiacristales —más delante describió dicha etapa en las canciones «Cleaning Windows» y «Saint Dominic's Preview». Sin embargo, Morrison tenía inquietudes musicales desde muy temprana edad y continuó tocando en ocasiones con The Monarchs. También tocó con Harry Mack Showband y con The Great Eight.
Con diecisiete años, salió de gira por Europa con The Monarchs, que pasó a llamarse The International Monarchs. El grupo, con Morrison tocando el saxofón y la guitarra, ofreció conciertos en bases del ejército estadounidense en Reino Unido y Alemania Occidental, a menudo tocando cinco veces por noche. En Alemania Occidental, el grupo grabó un sencillo, «Boozoo Hully Gully», con «Twingy Baby» como cara B, bajo el nombre de Georgie and The Monarchs, que supuso la primera grabación profesional de Morrison. La grabación tuvo lugar en noviembre de 1963 en los Ariola Studios de Colonia, con Van tocando el saxofón.
A su regreso a Belfast en noviembre de 1963, The Monarchs se separó, lo que permitió a Morrison contactar con Geordie Sproule y tocar con él en el Manhattan Showband junto al guitarrista Herbie Armstrong. Cuando Armstrong fue a una audición para tocar con Brian Rosi y The Golden Eagles, Morrison fue con él y fue contratado como cantante.

### Salto a la fama (1964-1969)

#### Con Them (1964-1969)

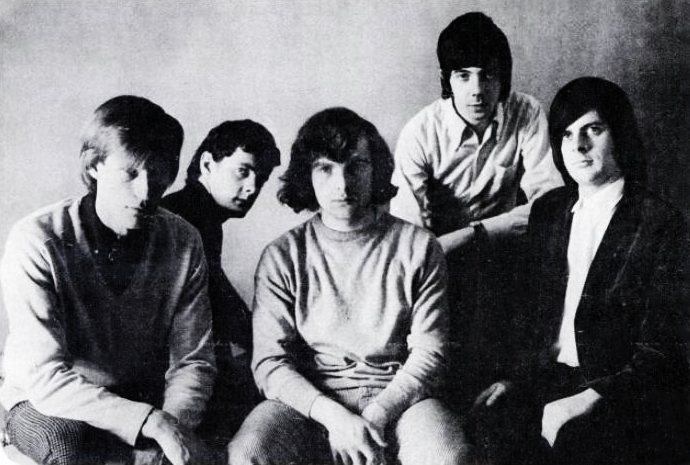
Fotografía promocional de Them para el sencillo «Gloria». En el centro, Van Morrison.

El origen de Them, el primer grupo con el que Morrison saltó a la escena musical internacional, tuvo lugar en abril de 1964 cuando el músico respondió a un anunció que buscaba gente que tocase en un nuevo club de R&B en el Maritime Hotel, un antiguo salón de baile frecuentado por marineros. El nuevo club necesitaba una banda para su noche inaugural; sin embargo, Morrison había abandonado recientemente The Golden Eagles, el grupo con el que tocaba en aquel momento, y creó uno nuevo a partir de The Gamblers, un grupo de Belfast formado por Ronnie Millings, Billy Harrison y Alan Henderson en 1962. Morrison tocó el saxofón y la armónica y compartió la voz principal con Billy Harrison. Siguieron la sugerencia de Eric Wrixon de buscar un nuevo nombre, y The Gamblers se transformaron en Them, que tomó su nombre de la película de terror Them!.
Las actuaciones de Them en el Maritime Hotel atrajeron la atención del público: el grupo tocaba sin una rutina fija y Morrison solía improvisar con frecuencia, creando las canciones en directo. Aunque realizaba versiones de otros artistas, el grupo también tocó las primeras composiciones de Morrison, como «Could You Would You», que había escrito en Camden Town durante una gira con The Manhattan Showband. El debut de otra composición de Morrison, «Gloria», también tuvo lugar en el Maritime Hotel, y en ocasiones duraba hasta veinte minutos. Según el músico: «Them vivió y murió en el escenario de Maritime Hotel», haciendo referencia a que la banda no logró capturar la espontaneidad y la energía de sus conciertos en los discos de estudio. La declaración de Morrison también reflejó la inestabilidad de la formación de Them, con numerosos miembros pasando a través de sus filas después del periodo en Maritime Hotel. Morrison y Henderson fueron los dos únicos miembros constantes a lo largo de la vida del grupo.

#### Primeros éxitos: Gloria
Dick Rowe, de Decca Records, también se sintió atraído por los conciertos de Them y fichó al grupo para la compañía discográfica con un contrato de dos años. Durante este periodo, el grupo publicó dos álbumes y diez sencillos, de los cuales tres —«Baby, Please Don't Go», «Here Comes the Night» y «Gloria»— obtuvieron un notable éxito en las listas de éxitos del Reino Unido. Además, «Gloria» se convirtió a posteriori en un clásico del rock al ser versionada por artistas como Patti Smith, The Doors, Shadows of Night y Jimi Hendrix, entre otros.
Tras el éxito de los sencillos en los Estados Unidos, y a raíz de la invasión británica precedida por The Beatles, el grupo llevó a cabo una gira por el país entre mayo y junio de 1966 que incluyó conciertos en el Whisky a Go Go de Los Ángeles, California entre el 30 de mayo y el 18 de junio. The Doors actuó como telonero de Them durante la última semana en el club, y la influencia de Van en el cantante de The Doors, Jim Morrison, fue destacada por el autor John Densmore en su libro Riders on the Storm. Al respecto, Brian Hinton comentó cómo «Jim Morrison aprendió rápidamente desde la puesta en escena, su aparente imprudencia, su aire de moderada amenaza, la forma en que improvisaba poesía a ritmo de rock, incluso su costumbre de agacharse a la altura del bombo de la batería durante las pausas instrumentales». Durante el último concierto, los dos Morrison y ambas bandas improvisaron una versión de «Gloria».
Al final de la gira, los miembros de Them se vieron involucrados en una disputa con Phil Solomon, su representante de Decca, sobre los ingresos pagados al grupo, que junto con la expiración de sus visados de trabajo, significó el regreso de Them al Reino Unido. Después de dos conciertos en Irlanda, Them se separó, y Morrison se concentró en escribir algunas de sus canciones que aparecieron poco después en Astral Weeks. El resto del grupo volvió a reunirse en 1967 en una nueva versión de Them menos exitosa.

#### Contrato con Bang Records yBlowin' Your Mind(1967)
Bert Berns, productor de Them y compositor de «Here Comes the Night», persuadió a Morrison de que volviera a Nueva York para grabar un disco en solitario con su nueva compañía discográfica, Bang Records. El músico viajó a la ciudad y firmó un contrato que no leyó con atención. Luego, durante dos días de sesiones de grabación en los A&R Studios, grabó ocho canciones con la intención original de publicarlas como cuatro sencillos. En su lugar, las canciones fueron publicadas en Blowin' Your Mind!, su primer álbum en solitario, sin el consentimiento de Morrison. El músico declaró que solo se dio cuenta del lanzamiento del álbum cuando un amigo le llamó por teléfono diciéndole que había comprado una copia. En una entrevista, comentó: «No estaba realmetne feliz con esto. [Berns] escogió la banda y las canciones. Tenía un concepto diferente de él».
Las sesiones incluyeron la grabación de «Brown Eyed Girl», cuya versión definitiva fue grabada en la 22.º toma el primer día. La canción fue publicada como sencillo en junio de 1967 y alcanzó el puesto diez en la lista Billboard Hot 100, y se convirtió en una de las canciones más populares del músico.
Tras la muerte de Berns en 1967, Morrison se vio envuelto en una agria disputa con su viuda, Ilene Berns, quien le previno de que no tocara o grabara en el área de Nueva York. Posteriormente, el músico se trasladó a Boston, donde se enfrentó a problemas personales y financieros al «caer en un malestar general» y encontrar problemas para ofrecer conciertos. Aun así, a través de los pocos conciertos que pudo ofrecer, recuperó su carrera profesional y comenzó una nueva etapa musical con Warner Bros. Records. La compañía logró comprar su contrato con Bang Records: para ello, Morrison cumplió una cláusula que le ligaba a Bang si no presentaba treinta y seis canciones originales en menos de un año a Web IV Music, la editorial de música de Berns. La cláusula fue satisfecha al grabar, en una sola sesión, treinta y un canciones que Berns consideró como «música sin sentido... sobre la tiña» y que no utilizó en ninguna publicación.

#### Contrato con Warner Bros. yAstral Weeks(1968)
Libre de su contrato con Bang Records y con una nueva compañía discográfica, Morrison publicó Astral Weeks, un ciclo de canciones místico, considerado por la mayoría de la prensa musical como su mejor trabajo discográfico y uno de los mejores discos de todos los tiempos. Morrison comentó sobre el periodo en que grabó el álbum: «Cuando Astral Weeks salió, estaba literalmente hambriento». Publicado en 1968, el álbum obtuvo buenas reseñas de la prensa musical; sin embargo, recibió una respuesta indiferente del público y obtuvo un escaso éxito comercial al llegar solo al puesto 140 de la lista británica UK Albums Chart.
Descrito como hipnótico, meditativo y poseedor de un poder musical único, Astral Weeks ha sido comparado con el impresionismo francés y con la poesía mística celta. En 2004, la revista Rolling Stone escribió sobre el álbum: «Es música de una belleza tan enigmática que, treinta y cinco años después de su publicación, Astral Weeks aun desafía la descripción fácil y admirable». Por otra parte, Alan Light describió Astral Weels como «nada de lo que [Morrison] había hecho antes, y realmente, como nada que nadie haya hecho anteriormente. Morrison canta sobre el amor perdido, la muerte y la nostalgia de su juventud en el celtic soul que se convertiría en su firma». Ha sido también situado en varias listas sobre los mejores álbumes de todos los tiempos: al respecto, la revista Mojo lo situó en la segunda posición de la lista de los cien mejores álbumes, mientras que Rolling Stone lo colocó en el puesto diecinueve de la lista de los 500 mejores álbumes de todos los tiempos. En 2009, fue votado como el mejor álbum irlandés en una encuesta conducida por la revista Hot Press.

### DeMoondanceaInto the Music(1970-1979)
Moondance, publicado en 1970 como sucesor de Astral Weeks, fue su primer trabajo que superó el millón de copias vendidas y alcanzó el puesto veintinueve en la lista estadounidense Billboard 200. En contraste con el tono doloroso y vulnerable de Astral Weeks, el nuevo trabajo, autoproducido por el propio músico, imprimió un mensaje más optimista y alegre a su música. La canción «Moondance», aún no publicada como sencillo hasta 1977, fue emitida con frecuencia en emisoras de radio, mientras que «Come Running» otorgó al músico su primer top 40 en los Estados Unidos. Además, el álbum obtuvo buenas reseñas de la prensa musical: Lester Bangs y Greil Marcus combinaron una crítica a página completa en Rolling Stone indicando que Morrison tenía «la sorprendente imaginación de una conciencia que es visionaria en el sentido fuerte de la palabra». Sobre la grabación, Morrison comentó: «Ese era el tipo de banda que quería. Dos saxofones y una sección rítmica —son el tipo de banda que más me gusta—». En retrospectiva, Moondance ha sido situado de forma paralela con Astral Weeks como uno de sus mejores trabajos y figura en el puesto 65 de la lista de los 500 mejores álbumes de todos los tiempos elaborada por Rolling Stone.

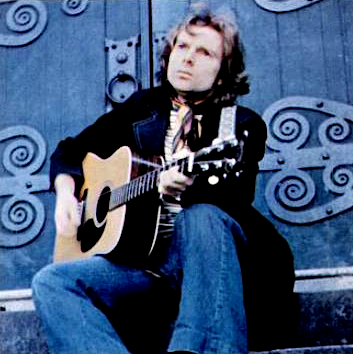
Morrison en una fotografía utilizada para la portada de Saint Dominic's Preview (1972)

Durante el siguiente par de años publicó nuevos trabajos con notable éxito de crítica y comercial. En 1970, editó His Band and the Street Choir, con un sonido más relajado que Moondance, aunque «imperfecto» según Jon Landau, quien comentó que «unos pocos números con el peso de "Street Choir" habrían hecho de este álbum uno tan perfecto que nadie podría haber resistido». El sencillo «Domino» alcanzó el puesto nueve de la lista Billboard Hot 100.
Un año después publicó Tupelo Honey, que incluyó el sencillo «Wild Honey» y varias canciones con toques de country como la canción homónima y «Moonshine Whiskey». El propio Morrison comentó que su intención original era grabar un álbum de country, y volvió a grabar en directo dentro del estudio, después de ensayar las canciones con los músicos y con la intención de registrarla en una primera y única toma. Ted Templeman, coproductor de Wild Honey, describió la grabación como «la cosa más sorprendente que jamás he visto. Cuando tiene algo junto, [Van] quiere ponerlo tal y como suena, sin extravagancias».
En 1972, Saint Dominic's Preview reveló una ruptura con el estilo musical accesible de sus anteriores trabajos y un retorno hacia aspectos más aventureros y meditativos presentes en Astral Weeks. La combinación de dos estilos musicales le dio una versatilidad no presentes en sus primeros discos. Dos canciones, «Jackie Wilson Said (I'm in Heaven When You Smile)» y «Redwood Tree», entraron en la lista Hot 100, mientras que «Listen to the Lion» y «Almost Independence Day» incluyeron una imaginería poética semejante a la de Astral Weeks. Listen to the Lion llegó al puesto quince en la lista Billboard 200, su mejor registro hasta el debut de Born to Sing: No Plan B en el puesto diez en 2008.
Su siguiente trabajo, Hard Nose the Highway, recibió en general reseñas negativas de la prensa musical y fue descrito por Rolling Stone como «psicológicamente complejo, musicalmente algo desigual y líricamente excelente». Hard Nose the Highway fue seguido de Veedon Fleece, compuesto durante unas vacaciones en Irlanda en octubre de 1973. Aunque atrajo escasa atención tras su lanzamiento, su estatus crítico creció con los años y es actualmente considerado uno de sus trabajos más poéticos. Al respecto, Andy Greene escribió en Rolling Stone que, cuando Veedon Fleece se publicó en 1974, «fue recibido con un encogimiento de hombros colectivo por el establishment de la crítica del rock», y concluyó que «[Morrison] ha publicado muchos álbumes maravillosos desde entonces, pero nunca volvió a llegar a la majestuosa altura de éste».
Después de una década sin apenas descanso, Morrison comentó que sentía la necesidad de alejarse de la música durante varios meses y pasó tres años sin publicar un nuevo disco. Además, sufrió el conocido como «bloqueo del escritor», por lo que consideró seriamente abandonar el mundo de la música. Su siguiente trabajo, A Period of Transition, fue publicado un año después de volver a los escenarios en The Last Waltz, el concierto de despedida de The Band. El álbum, en el cual colaboró con Dr. John, obtuvo una recepción crítica leve y marcó el comienzo de un periodo prolífico en materia de composición.
Un año después publicó Wavelength, que se convirtió en el álbum con mayores ventas de su carrera y fue certificado como disco de oro por la RIAA en pocas semanas. La canción homónima se convirtió en un modesto éxito en las listas de sencillos e incluyó el uso de sintetizadores, mimetizando el sonido de las cadenas de radio que el cantante escuchaba en su juventud. Por otra parte, «Kingdom Hall» evocaba la experiencia de Morrison acudiendo durante su infancia a la iglesia con su madre y predijo una temática religiosa más evidente en su siguiente álbum, Into the Music.
Considerado por Stephen Thomas Erlewine como «el Morrison de la era post-clásica definitivo», Into the Music fue publicado en 1979. El álbum, definido como «un ciclo erótico-religioso de canciones que culminan en la mejor cara que Morrison ha creado desde Astral Weeks», incluyó varias canciones que aluden por primera vez al poder curativo de la música, un tema recurrente a lo largo de la carrera de Morrison. Into the Music alcanzó el puesto 43 de la lista Billboard 200, su mejor posición hasta el lanzamiento en 1993 de Too Long in Exile.

### DeCommon OneaAvalon Sunset(1980-1989)
Con su siguiente trabajo, Morrison siguió su propia música hacia territorios musicales desconocidos: en febrero de 1980, Morrison viajó con un grupo de músicos a Super Bear, una antigua abadía en los Alpes franceses, para grabar Common One, uno de sus álbumes más controvertidos. Common One incluyó seis canciones de distinta duración: «Summertime in England», la más larga, duraba quince minutos y finalizaba con el verso: «Can you feel the silence?» -en español: «¿Puedes sentir el silencio?». Paul Du Noyer, de NME, definió el álbum como «colosalmente petulante y cósmicamente aburrido; un arma blanca interminable, vacua y tristemente egoístca en la espiritualidad». Incluso Greil Marcus, que anteriormente había escrito reseñas favorables de varios discos, comentó: «Esto es Van actuando la parte de "poeta místico" que él supone ser». En su defensa, Morrison, que admitió que el concepto original del álbum era más esotérico que el producto final, insistió en que el álbum «nunca pretendió ser un álbum comercial». El biógrafo Clinton Heylin comentó sobre las consecuencias que tuvo Common One en la carrera de Morrison que «no volvió a intentar algo tan ambicioso nuevamente. A partir de entonces cada idea radical será atenuada por cierta noción de comercialidad».
Beautiful Vision, su siguiente trabajo, fue publicado en 1982 y supuso un retorno a sus raíces norirlandesas, con reseñas favorables de la prensa musical. El álbum incluyó «Cleaning Windows», con referencias sobre el primer trabajo de Morrison limpiando cristales tras abandonar la escuela. Otras canciones como «Vanlose Stairway», «She Gives Me Religion» y «Scandinavia» mostraron la presencia de una nueva persona en su vida: una agente de relaciones públicas danesa, que compartió intereses espirituales con Morrison y le sirvió como una influencia estabilizadora durante la mayor parte de la década. «Scandinavia», con Morrison al piano, fue nominada al Grammy en la categoría de mejor interpretación instrumental de rock en la 25.ª entrega de los premios.
Gran parte de la música de Morrison en la década de 1980 siguió centrándose en la espiritualidad y en la fe. Inarticulate Speech of the Heart, publicado en 1983, significó «un paso hacia la creación de música para la meditación» con sonidos de sintetizadores, gaitas irlandesas y flautas y cuatro canciones instrumentales. El título del álbum y la presencia de temas instrumentales fueron indicativas de la creencia, sostenida por el propio Morrison, de que «no son las palabras que uno usa, sino la fuerza de la convicción detrás de esas paklabras, lo que importa». Durante este periodo, Morrison había estudiado la Cienciología e incluyó a L. Ron Hubbard en los agradecimientos del disco.
A Sense of Wonder, publicado dos años después, reunió los temas espirituales contenidos en sus últimos cuatro trabajos, que fueron resumidos en uan sola reseña por Rolling Stone como: «Renacimiento (Into the Music), contemplación y meditación (Common One), éxtasis y humildad (Beautiful Vision) y mantra como desfallecimiento (Inarticulate Speech of the Heart)». «Tore Down a la Rimbaud», el primer sencillo, incluyó referencias a Arthur Rimbaud y al combate con el bloqueo del escritor que había sufrido en 1974. El mismo año también escribió música para la película Lamb.
Un año después, Morrison publicó No Guru, No Method, No Teacher, un disco con «una verdadera santidad... y una frescura musical que debe ser puesta en contexto para entender». La respuesta crítica fue generalmente favorable, con una reseña de Sounds definiendo el álbum como «su disco más intrigante desde Astral Weeks» y «Morrison en su momento más místico y mágico». El álbum incluyó la canción «In the Garden», que, según Morrison, tiene «un proceso meditativo definitivo que es una forma de meditación trascendental en su fundamento».
Después de No Guru, No Method No Teacher, la música de Morrison se mostró menos áspera y más cercana al adult contemporary con el lanzamiento de Poetic Champions Compose, considerado uno de sus mayores logros musicales de la década. La balada «Someone like You», incluida en el álbum, fue utilizada como banda sonora en películas como French Kiss, Someone like You y El diario de Bridget Jones.
En 1988 publicó Irish Heartbeat, una colección de canciones tradicionales irlandesas grabadas con el grupo The Chieftains y que alcanzó el puesto dieciocho en la lista británica UK Albums Chart. La canción homónima fue originalmente grabada en 1983 en el álbum Inarticulate Speech of the Heart. Un año después, publicó Avalon Sunset, que incluyó un dúo con Cliff Richard en la canción «Whenever God Shines His Light» y la balada «Have I Told You Lately», en la cual, según Brian Hinton, «el amor terrenal se transmuta en amor hacia Dios». Avalon Sunset, que volvió a mezclar el creciente interés de Morrison por la espiritualidad con temas como su infancia en Belfast, llegó al puesto trece en la lista UK Albums Chart, su posición más alta en la lista hasta el lanzamiento de Enlightenment.

### DeEnlightenmentaBack on Top(1990-1999)
Los comienzos de la década de 1990 fueron exitosos para Morrison desde el punto de vista comercial, con tres discos llegando al top five en las listas de discos más vendidos del Reino Unido y un perfil público más visible; sin embargo, este periodo también marcó un declive progresivo en la recepción crítica de sus trabajos. La década comenzó con el lanzamiento de The Best of Van Morrison. Recopilado por el propio Morrison y enfocado en sus sencillos más exitosos, el álbum fue certificado como disco de platino por la RIAA y pasó año y medio en la lista UK Albums Chart.
Después de Enlightenment, que incluyó el sencillo «Real Real Gone», Morrison publicó Hymns to the Silence, su primer y único álbum doble de estudio. Un segundo recopilatorio, The Best of Van Morrison Volume Two, fue publicado en enero de 1993, seguido en junio del mismo año por Too Long in Exile, otro álbum que alcanzó el puesto cinco de la lista UK Albums Chart.
A Night in San Francisco, su primer álbum en directo en diez años, recibió reseñas favorables y un moderado éxito comercial al llegar hasta la posición ocho de la lista UK Albums Chart. Un año después lanzó Days Like This, que también obtuvo buenas ventas, aunque los comentarios críticos fueron menos favorables. Este periodo también dio lugar a una serie de proyectos paralelos y colaboraciones con otros músicos, tales como How Long Has This Been Going On, un álbum en directo de jazz, Tell Me Something: The Songs of Mose Allison, con versiones de Mose Allison, y The Skiffle Sessions - Live In Belfast 1998, en los cuales Morrison rindió homenaje a sus primeras influencias musicales.
En 1997, Morrison publicó The Healing Game. El álbum obtuvo reseñas mixtas, con letras que fueron descritas como «cansadas» y «aburridas», si bien el crítico Greil Marcus elogió la complejidad musical del álbum: «Lleva al oyente a un hogar tan perfecto y completo que él o ella podría olvidar que la música podría llamar a ese lugar, y luego rellenarlo con las personas, actos, deseos, miedos». Un año después, recopiló varias grabaciones inéditas en The Philosopher's Stone. En 1999, Back on Top obtuvo un éxito moderado y se convirtió en su mejor disco en la lista Billboard 200 desde el lanzamiento de Wavelength en 1978.

### DeYou Win AgainaKeep It Simple(2000-2009)
Morrison continuó grabando discos y ofreciendo conciertos entrada la nueva década, a menudo tocando dos o tres veces por semana. Además, fundó Exile Productions Ltd, su propia productora, que le permite mantener el control total sobre la producción de cada álbum que graba, que luego entrega como producto terminado a la compañía discográfica que él elige para su comercialización y distribución.
Después de colaborar con Linda Gail Lewis en You Win Again, publicó Down the Road, que recibió buenas críticas de la prensa musical y supuso su mayor éxito en la lista Billboard 200 desde el lanzamiento de Saint Dominic's Preview. Down the Road incluyó un tono nostálgico, con quince canciones que representan los diversos géneros musicales que Morrison había tocado anteriormente —incluyendo R&B, blues, country y rock. «Choppin' Wood», una de las canciones del álbum, fue compuesta como homenaje a su padre George, que jugó un papel fundamental en la consolidación de sus gustos musicales.

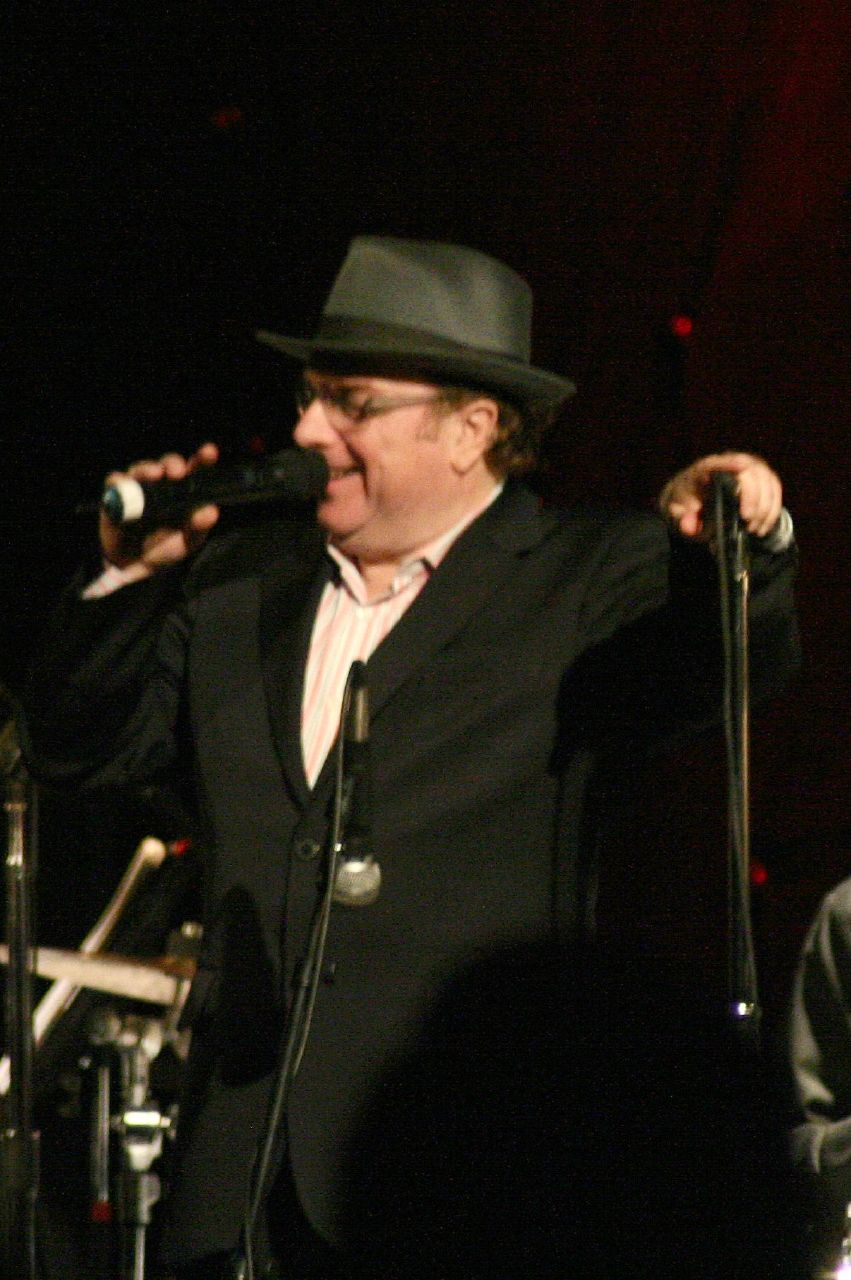
Van Morrison en concierto en 2007

Magic Time, publicado en 2005, debutó en el puesto veinticinco de la lista Billboard 200, cuarenta años después de que Morrison saltar a la escena musical internacional con Them. Rolling Stone lo situó en el puesto diecisiete de la lista de los mejores discos de 2005. El mismo año, Amazon nombró a Morrison uno de los veinticincos artistas con mayores ventas y lo introdujo en el Salón de la Fama de Amazon.com. A finales de 2005, Morrison donó una canción inédita al álbum Hurricane Relief: Come Together Now con el fin de recaudar fondos para las víctimas de los huracanes Katrina y Rita.
Un año después publicó Pay the Devil, un álbum con canciones country, y apareció en el Ryman Auditorium, donde las entradas se agotaron a los pocos minutos de ser puestas a la venta. Pay the Devil debutó en el puesto veintiséis de la lista Billboard 200 y alcanzó el siete en Top Country Albums. Aun promocionando Pay the Devil, Morrison encabezó la primera noche del Festival Austin City Limits en septiembre de 2006, que fue descrita por Rolling Stone como uno de los diez mejores conciertos del festival. En octubre publicó Live at Montreux 1980/1974, su primer DVD con dos conciertos del Festival de Jazz de Montreux, y un mes después editó una versión limitada de Live at Austin City Limits Festival exclusivamente en la tienda de su página web oficial.
Un nuevo recopilatorio, The Best of Van Morrison Volume 3, fue publicado en junio de 2007 con 31 canciones, algunas de ellas previamente inéditas. El álbum, recopilado por el propio músico, abarca su carrera musical desde Too Long in Exile hasta Magic Time. En septiembre del mismo año, el catálogo musical de Morrison entre 1971 y 2002 fue publicado por primera vez como descarga digital en la tienda iTunes Store. Otro recopilatorio, Still on Top - The Greatest Hits, fue publicado en octubre del mismo año. Still on Top, que incluyó 37 canciones recopilando la parte de carrera controlada por Exile Productions, supuso el mayor éxito comercial de la carrera de Morrison al alcanzar el puesto dos de la lista UK Albums Chart.
Keep It Simple, su 33.º álbum de estudio, fue publicado en marzo de 2008 por Polydor en el Reino Unido y por Lost Highway Records en los Estados Unidos. El álbum, que incluyó once nuevas canciones, fue promocionado con una corta gira por los Estados Unidos con paradas en la conferencia musical SXSW, y con un concierto en el Reino Unido emitido por BBC Radio 2. Keep It Simple debutó en el puesto diez de la lista Billboard 200, su mejor posición en los Estados Unidos.

### DeAstral Weeks LiveaThe Prophet Speaks(de 2010 en adelante)
Los días 7 y 8 de noviembre de 2008, Morrison interpretó al completo el álbum Astral Weeks junto a otros temas clásicos de su repertorio en el Hollywood Bowl de Los Ángeles, California junto a los músicos que participaron en su grabación original, entre los que figuran el bajista Richard Davis y el guitarrista Jay Berliner. El repertorio fue publicado en el álbum en directo Astral Weeks Live at the Hollywood Bowl bajo el sello Listen To The Lion Records.
La gira de conciertos de Astral Weeks se trasladó a Estados Unidos entre febrero y mayo de 2009, donde ofreció conciertos, entrevistas y apariciones en programas de televisión como Late Night with Jimmy Fallon y The Tonight Show with Jay Leno. Desde entonces, Morrison disminuyó considerablemente sus apariciones públicas y ofreció una veintena conciertos entre julio y septiembre de 2010, y seis entre junio y noviembre de 2011. El 4 de febrero de 2012, Morrison ofreció su primer concierto en casi diez años en el O2 Arena de Dublín, y tocó como cabeza de cartel en la 46.ª edición del Festival de Jazz de Montreux el 7 de julio. El 2 de octubre, Blue Note Records publicó Born to Sing: No Plan B, su primer disco de estudio en cuatro años. El álbum debutó en el puesto diez de la lista estadounidense Billboard 200 y en el quince de la lista británica UK Albums Chart.
En octubre de 2014, Faber & Faber publicó Lit Up Inside, un libro en el que el propio Morrison seleccionó las letras de varias de sus canciones. Además, firmó un contrato con RCA Records para publicar Duets: Re-working the Catalogue, un álbum de duetos que contó con la participación de artistas como Michael Bublé, Mark Knopfler, Steve Winwood, Georgie Fame y Natalie Cole, entre otros.
En 2015, con motivo de su 70.º cumpleaños, Morrison encabezó el Eastside Arts Festival y ofreció dos conciertos en la avenida Cyprus de Belfast filmados y emitidos por la BBC en el documental Up on Cyprus Avenue. En septiembre de 2016, publicó Keep Me Singing, un nuevo trabajo de estudio seguido por seis conciertos en los Estados Unidos en octubre y otras ocho fechas en el Reino Unido entre noviembre y diciembre.
Desde entonces, Morrison ha mantenido una actividad constante grabando y actuando en directo. En septiembre de 2017 publicó Roll With the Punches, un álbum que incluyó una mezcla de canciones nuevas y versiones de clásicos de R&B y blues. A finales del mismo año editó Versatile, un álbum orientado al sonido jazz que incluyó nuevamente temas nuevos y versiones de otros artistas.
En 2018, unió fuerzas con el multiinstrumentista Joey DeFrancesco para grabar You're Driving Me Crazy, un álbum con temas de blues y jazz que incluyó también ocho regrabaciones del catálogo de Morrison. El álbum fue seguido en diciembre del mismo año por The Prophet Speaks, un nuevo trabajo orientado al sonido blues con nuevas composiciones de Morrison y versiones de clásicos.

## Colaboraciones
Durante la década de 1990, Morrison estableció una estrecha relación con dos talentos vocales en extremos opuestos de sus respectivas carreras: Georgie Fame, con el que Morrison había trabajado ocasionalmente, prestó su voz dentro de la banda del músico norirlandés; y Brian Kennedy, cuya voz se complementó con la de Van en discos como Days Like This y Back on Top. Durante la década también registró un aumento en las colaboraciones con otros artistas, una tendencia que continuó en el nuevo milenio. Al respecto, grabó con la banda folk The Chieftains en el álbum de 1995 The Long Black Veil, que incluyó una versión de «Have I Told You Lately» que ganó el Grammy en la categoría de mejor colaboración vocal de pop.
También produjo y colaboró en varias canciones con el cantante de blues John Lee Hooker en su álbum Don't Look Back, que ganó el Grammy al mejor álbum de blues tradicional en 1998. El mismo año, el dúo entre Morrison y Hooker en la canción «Don't Look Back» también ganó un Grammy en la categoría de mejor colaboración vocal de pop. El proyecto culminó una serie de colaboraciones entre ambos músicos que se inició en 1971 cuando realizaron un dueto en una canción del álbum de Hooker Never Get Out of These Blues Alive. En el álbum, Hooker versionó «T.B. Sheets», una composición de Morrison.
Morrison colaboró también con Tom Jones en su álbum de 1999 Reload, con un dúo en la canción «Sometimes We Cry», y también aportó la voz principal en una canción titulada «The Last Laugh» en Sailing to Philadelphia, un álbum de Mark Knopfler. En 2000, Morrison grabó You Win Again, un álbum de música country, con Linda Gail Lewis, hermana de Jerry Lee Lewis. En 2004, fue uno de los invitados en el álbum de Ray Charles Genius Loves Company, que incluyó la colaboración de ambos artistas en una versión de «Crazy Love».

## Caledonia
El término de Caledonia, nombre que designaba la parte de Britania al norte del muro de Antonino nunca conquistada por el imperio Romano, ha jugado un papel prominente a lo largo de la vida y carrera musical de Morrison. El biógrafo Ritchie Yorke señaló que Morrison, a fecha de 1975, había repetido tantas veces el término de Caledonia en su carrera que «parece estar obsesionado con la palabra». En el libro The Words and Music of Van Morrison, Erik Hage escribió que «Morrison parecía muy interesado en sus raíces escocesas durante su temprana carrera musical, y más tarde en el antiguo campo de Inglaterra; de ahí el uso repetido del término Caledonia, el antiguo nombre latino de Escocia».
Además de ser el segundo nombre de su hija Shana, Caledonia fue también el nombre de su primera compañía, su estudio de grabación, su editorial y dos de sus grupos musicales de respaldo, así como el nombre de la tienda de discos de sus padres en Fairfax, California a mediados de la década de 1970. Morrison también grabó una versión de «Caledonia» en 1974 y usó la palabra en la canción «Listen to the Lion», específicamente en el verso: «And we sail, and we sail, way up to Caledonia». Todavía en 2008, Morrison usó la palabra «Caledonia» como un mantra al repetir en numerosas ocasiones el término en la canción «Astral Weeks», durante la presentación en directo del álbum homónimo en dos conciertos grabados en el Hollywood Bowl.

## Música

### Cualidades vocales
Con su característico gruñido vocal —mezcla de géneros como el folk, el blues, el soul, el jazz y el gospel—, Morrison es ampliamente considerado por muchos historiadores del rock como uno de los vocalistas más inusuales e influyentes en la historia del rock and roll. Al respecto, el crítico Greil Marcus ha llegado a decir que «ningún hombre blanco canta como Van Morrison». En su libro When That Rough God Goes Riding: Listening to Van Morrison, Marcus escribió: «Como hecho físico, Morrison puede tener la voz más rica y más expresiva que la música pop jamás ha producido desde Elvis Presley, y con un sentido propio de artista que a Elvis siempre se le negó».
Cuando Morrison volvió a interpretar Astral Weeks en directo en 2008, la prensa musical estableció comparaciones con su voz juvenil de 1968. Su temprana voz fue descrita como «tierna, suplicante y quejumbrosa». Cuarenta años después, la diferencia en su rango y poder vocales son notables, pero los comentarios de la crítica fueron favorables: «La voz de Morrison se ha ampliado para cubrir su cuerpo; un rugido más fuerte y profundo que la voz soul de su juventud –más suave en la dicción– pero no por ello menos impresionante». Morrison también se refirió a los cambios en su forma de cantar: «El enfoque ahora es cantar desde más abajo [del diafragma] por lo que no arruino mi voz. Antes, cantaba en la zona alta de la garganta, que tiende a arruinar las cuerdas vocales en el tiempo. Cantar desde más abajo en el vientre permite llevar más lejos la resonancia. Puedo estar de pie a cuatro pies de un micrófono y ser escuchado con bastante resonancia».

### Composición
Morrison ha compuesto cientos de canciones durante su carrera musical con un tema recurrente que refleja un anhelo nostálgico de los días despreocupados de su infancia en Belfast. Varios de los títulos de sus canciones derivan de lugares conocidos de su infancia, tales como «Cyprus Avenue» —una calle cercana a la de su hogar—, «Orangefield» —escuela a la que asistió en su adolescencia— y «On Hyndford Street» —donde nació—. También presenta con frecuencia en varias baladas una mezcla entre lo sagrado y lo profano, como evidencia en «Into the Mystic» y «So Quiet in Here». A partir de su álbum Into the Music (1979), con la canción «And the Healing Has Begun», otro tema recurrente en su composición se basa en la creencia del poder curativo de la música combinado con una forma de cristianismo místico.
Sus letras muestran también una influencia importante de poetas como William Blake y W.B. Yeats, así como de autores como Samuel Taylor Coleridge y William Wordsworth. Al respecto, el biógrafo Brian Hinton cree que «como cualquier gran poeta desde Blake hasta Seamus Heaney, toma las palabras de vuelta a sus orígenes en la magia... De hecho, Morrison está devolviendo la poesía a sus primeras raíces —en una forma como en Homero o las viejas epopeyas inglesas como Beowulf o los Salmos o la canción folk— en las cuales las palabras y la música se combinan para formar una nueva realidad». Otro biógrafo, John Collis, sostiene que el estilo jazzístico de Morrison a la hora de cantar y la repetición de frases impide que sus letras sean consideradas como poesía: «Es más probable que repita una frase como un mantra. Las palabras a menudo pueden ser prosaicas, y así difícilmente pueden ser poesía».
Morrison describió su método de composición señalando: «Escribo desde un lugar diferente. Ni siquiera sé cómo se llama o si tiene un nombre. Simplemente viene y lo esculpo, pero también es una gran cantidad de arduo trabajo hacer la escultura».

### Género musical
La música de Morrison ha abarcado muchos géneros musicales desde sus primeros días como cantante de blues y R&B en Belfast. A través de los años ha grabado canciones de una lista variada de géneros extraídos de muchas influencias e intereses. Así como en el blues y el R&B, sus composiciones se han movido entre el pop, el jazz, el rock, el folk, el country, el góspel, la música tradicional irlandesa, el rock and roll, el new wave, la música clásica e incluso el spoken word —en el caso de «Coney Island»—. A pesar de su versatilidad musical, Morrison se definió a sí mismo como un cantante de soul.
Debido a su variabilidad, la música de Morrison ha sido clasificada en un género propio definido por algunos autores como celtic soul, o en el caso del biógrafo Brian Hinton, caledonian soul. Otro biógrafo, Ritchie Yorke, citó a Morrison creyendo que tiene «el espíritu de Caledonia en su alma y su música lo refleja». Según Yorke, Morrison afirmó haber descubierto «una cierta cualidad de soul» cuando visitó Escocia por primera vez y creyó que existe una conexión entre la música soul y Caledonia. Yorke también relata cómo Morrison «descubrió varios años después de que empezara a componer música que sus canciones presentaban una gran escala modal semejante a la usada por los gaiteros en la música tradicional irlandesa y escocesa».

## Influencia y reconocimiento internacional
La influencia de Van Morrison puede percibirse fácilmente en la música de una amplia gama de artistas, y según The Rolling Stone's Encylopedia of Rock and Roll, «su influencia entre los compositores y cantantes de rock es inigualable por cualquier artista vivo a excepción de otra espinosa leyenda, Bob Dylan. Ecos de la literatura robusta de Morrison y de su ruda y febril voz pueden escucharse en iconos desde Bruce Springsteen a Elvis Costello». Su influencia incluye a grupo como U2 —Bono fue citado diciendo: «Estoy impresionado de un músico como Van Morrison. Tuve que dejar de escuchar sus discos unos seis meses antes de que hiciéramos The Unforgettable Fire porque no quería que su misma voz dominara la mía propia»—, John Mellencamp, Jim Morrison, Joan Armatrading, Nick Cave, Rod Stewart, Tom Petty; Rickie Lee Jones, Graham Parker, Sinéad O'Connor, Phil Lynott de Thin Lizzy; Bob Seger, Kevin Rowland de Dexys Midnight Runners, Jimi Hendrix, Jeff Buckley («The Way Young Lovers Do», «Sweet Thing») y otros muchos. Su influencia alcanza también al género del country; al respecto, Hal Ketchum reconoció que «él [Van] fue una influencia grande en mi vida».
La influencia de Morrison en una generación de compositores y cantantes más joven es también un fenómeno generalizado: el cantante irlandés Damien Rice, que ha sido descrito como «el heredero natural de Van Morrison», Ray Lamontagne, James Morrison, Paolo Nutini, Eric Lindell David Gray y Ed Sheeran son varios de los artistas jóvenes influidos por Morrison.
Las composiciones de Morrison, que suman más de un centenar de canciones, son sujeto también de numerosas versiones por otros artistas. Al respecto, Glen Hansard, del grupo irlandés de rock The Frames, que situó a Morrison en su «sagrada trinidad» junto a Bob Dylan y Leonard Cohen, versiona con frecuencia las composiciones del músico en sus conciertos. Por otra parte, el grupo The Wallflowers, liderado por Jakob, hijo de Bob Dylan, ha versionado con frecuencia la canción «Into the Mystic» en directo, también interpretada por el cantante Colin James en sus conciertos. El actor y músico Robert Pattinson también comentó que Morrison fue «su influencia para hacer música en primer lugar». Morrison también ha compartido escenario con el cantante y compositor irlandés Duke Special, quien admitió a Morrison como una influencia importante en su carrera.
En general, Morrison ha apoyado a otros artistas, a menudo demostrando predisposición por compartir el escenario con ellos durante sus conciertos. Al respecto, en A Night in San Francisco, tuvo como invitados especiales, entre otros, a ídolos de su infancia como Jimmy Witherspoon, John Lee Hooker y Junior Wells. A pesar de que a menudo expresa su disgusto, tanto en entrevistas como en sus composiciones, con la industria musical y con los medios de comunicación en general, ha sido fundamental en la promoción de las carreras de varios músicos y cantantes, entre los que figuran James Hunter y los hermanos Brian y Bap Kennedy.
Morrison también tuvo gran influencia en otras artes: el pintor alemán Johannes Heisig creoó una serie de litografías que ilustraron el libro In the Garden – for Van Morrison, publicado por Städtische Galerie en Alemania en 1997.

## Vida personal

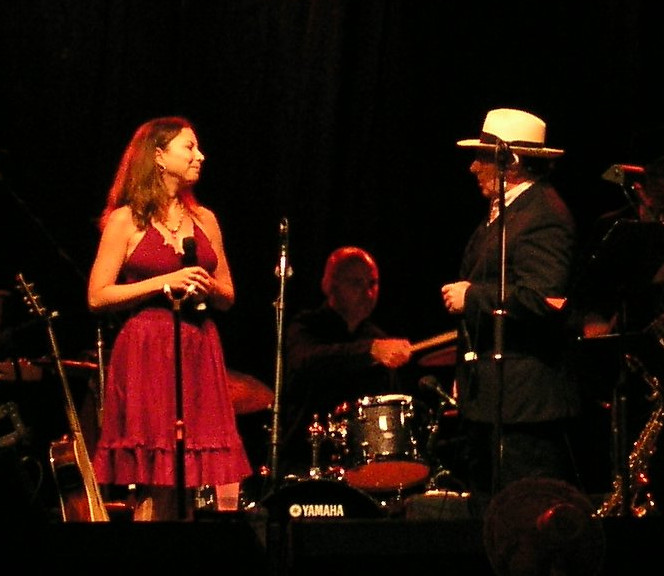
Morrison y su hija Shana Morrison en Berkeley, California en diciembre de 2006.

Morrison vivió en Belfast desde su nacimiento hasta 1967, cuando se trasladó a Nueva York para firmar un contrato discográfico con Bang Records. Pendiente de una posible deportación debido a problemas con su visado, se las arregló para permanecer en los Estados Unidos hasta que su novia Janet Rigsbee aceptó casarse con él. Tras contraer matrimonio, Morrison y su mujer se mudaron a Cambridge (Massachusetts), donde encontró trabajo actuando en clubes locales. La pareja tuvo una hija en Kingston (Nueva York) en 1970, Shana Morrison, que años más tarde se convertiría en cantante y compositora. Morrison y su familia se trasladaron por todo Estados Unidos, residiendo en Boston, Woodstock y Fairfax. Su mujer Janet aparece en la portada del álbum Tupelo Honey (1971), aunque finalmente ambos se divorciaron en 1973.
A finales de la década de 1970, Morrison regresó a Europa, primero estableciéndose en el área de Notting Hill Gate. Posteriormente, se movió a Bath, donde compró los Wool Hall Studios. También adquirió una casa en Dalkey, un pueblo costero de Irlanda cerca de Dublín, donde tomó acciones legales contra dos vecinos diferentes sobre problemas de seguridad y privacidad en 2001 y 2010. En el primer caso, Morrison continuó su acción legal hasta llegar a la Corte Suprema de Irlanda.
En 2001, nueve meses después de empezar una gira con Linda Gail Lewis como promoción de You Win Again, Lewis abandonó la gira y presentó reclamaciones contra Morrison por un despido injusto y por discriminación sexual. Ambas reclamaraciones fueron posteriormente retiradas, y el abogado de Morrison fue citado diciendo: «Van está agradado de que estas demandas hayan sido retiradas. Aceptó una disculpa y la retractación completa que representa una reivindicación completa de su postura desde el principio. La señorita Lewis ha dado disculpas plenas y categóricas y su retracción al señor Morrison».
En el verano de 1992, Morrison conoció a Michelle Rocca, que apareció en la portada del álbum Days Like This. La pareja contrajo matrimonio y tuvo dos hijos: Aibhe, que nació en enero de 2006 y Fionn Ivan, nacido en agosto de 2007. En diciembre de 2009, Gigi Lee, empleada de Morrison, dio a luz a un hijo que afirmó era de Morrison. Aunque el cantante negó la paternidad del niño, Lee anunció su nacimiento en la página oficial de Morrison. En diciembre de 2011, Lee falleció de cáncer de garganta, dos meses después de que su hijo muriera por complicaciones de diabetes.

## Discografía
| - 1967: Blowin' Your Mind! - 1968: Astral Weeks - 1970: Moondance - 1970: His Band and the Street Choir - 1971: Tupelo Honey - 1972: Saint Dominic's Preview - 1973: Hard Nose the Highway - 1974: Veedon Fleece - 1974: It's Too Late to Stop Now - 1977: A Period of Transition - 1978: Wavelength - 1979: Into the Music - 1980: Common One - 1982: Beautiful Vision - 1983: Inarticulate Speech of the Heart - 1984: Live at the Grand Opera House Belfast | - 1985: A Sense of Wonder - 1986: No Guru, No Method, No Teacher - 1987: Poetic Champions Compose - 1988: Irish Heartbeat - 1989: Avalon Sunset - 1990: Enlightenment - 1991: Hymns to the Silence - 1993: Too Long in Exile - 1994: A Night in San Francisco - 1995: Days Like This - 1996: How Long Has This Been Going On - 1996: Tell Me Something: The Songs of Mose Allison - 1997: The Healing Game - 1999: Back on Top - 2000: The Skiffle Sessions - Live In Belfast 1998 - 2000: You Win Again | - 2002: Down the Road - 2003: What's Wrong With This Picture? - 2005: Magic Time - 2006: Pay the Devil - 2008: Keep It Simple - 2009: Astral Weeks Live at the Hollywood Bowl - 2012: Born to Sing: No Plan B - 2015: Duets: Re-working the Catalogue - 2016: Keep Me Singing - 2017: Roll with the Punches - 2017: Versatile - 2018: You're Driving Me Crazy - 2018: The Prophet Speaks - 2019: Three Chords & the Truth - 2021: Latest Record Project: Volume 1 - 2022: What's It Gonna Take - 2023: Moving on skiffle - 2023: Βeyond Ԝords: Ιnstrumental - 2023: Accentuate the Positive (Van Morrison) - 2025: Remembering Now |

## Legado
Morrison ha recibido varios de los premios musicales más importantes a lo largo de su carrera, incluyendo seis premios Grammy (1996–2007), un premio Brit (1994) y sendas introducciones en el Salón de la Fama del Rock and Roll (2003) y en el Salón de la Fama de la Música Irlandesa (1999). Además, ha sido condecorado con premios civiles como la Orden del Imperio Británico (1996), la Orden de las Artes y las Letras (1996) y dos doctorados honoris causa por la Universidad Queen’s de Belfast (2001) y por la Universidad del Úlster (1992).
Su introducción en el Salón de la Fama del Rock and Roll, que fue propuesta desde 1993, fue notable por convertirse en el primer nuevo miembro que no asistió a su propia ceremonia, por lo que Robbie Robertson, guitarrista de The Band, tuvo que aceptar el premio en su nombre. Cuando Morrison se convirtió en el primer músico introducido en el Salón de la Fama de la Música de Irlanda, Bob Geldof fue el encargado de otorgar el premio al músico. La tercera introducción de Morrison fue en el Salón de la Fama de los Compositores como «reconocimiento a su posición única como uno de los compositores más importantes del siglo pasado». Ray Charles presentó la ceremonia, que fue seguida de una actuación junto a Morrison en la que interpretaron «Crazy Love», del álbum Moondance. El premio Brit otorgado a Morrison fue en la categoría de contribución excepcional a la música británica. Fue presentado con el premio por el antiguo rehén de Beirut, John McCarthy, que al prestar testimonio sobre la importancia de la canción «Wonderful Remark», la definió como «una canción... que fue muy importante para nosotros».
Morrison recibió también dos distinciones civiles en 1996: la primera, la Orden del Imperio Británico, le fue concedida por su servicio a la música, mientras que el segundo galardón fue otorgado por el gobierno francés al nombrarle oficial de la Orden de las Artes y las Letras. Junto a estas condecoraciones, fue también distinguido con los honoris causa en música: un doctorado en literatura de la Universidad del Úlster, y otro en música por la Universidad de Queen en su ciudad natal de Belfast.
Entre otros premios, Morrison también fue galardonado con un Premio Ivor Novello a su carrera en 1995, un BMI Icon Awards en octubre de 2004 por su «influencia duradera en generaciones de creadores de música» y con un premio Oscar Wilde: Honouring Irish Writing in Film en 2007 por su contribución a más de cincuenta películas. El último premio fue presentado por Al Pacino, quien comparó a Morrison con Oscar Wilde. También fue votado como el mejor cantante masculino internacional de 2007 en la primera entrega de los premios internacionales del Ronnie Scott's Jazz Club de Londres.
Morrison también ha aparecido en varias listas de los mejores artistas de todos los tiempos, incluyendo una encuesta elaborada por la revista Time que incluyó a Astral Weeks y a Moondance entre los mejores álbumes de todos los tiempos. También apareció en el puesto trece de la lista de lo 885 mejores artistas de todos los tiempos elaborada por WXPN. En 2000, Morrison quedó en la 25.ª posición de la lista de los cien mejores artistas de rock and roll elaborada por la cadena de televisión VH1. En 2004, la revista Rolling Stone situó a Morrison en el puesto 42 de la lista de los mejores artistas de todos los tiempos. Dos años después, la revista Paste lo clasificó como el vigésimo mejor compositor vivo, y en 2007, Q lo situó en el puesto veintidós de su lista de los cien mejores cantantes. Fue también votado como el 24.º mejor cantante de todos los tiempos en una encuesta elaborada por Rolling Stone en noviembre de 2008.
Además, tres canciones de Morrison fueron incluidas en el libro The Rock and Roll Hall of Fame's 500 Songs that Shaped Rock and Roll: «Brown Eyed Girl», «Madame George» y «Moondance».